# Krass Klassenfahrt – Der Kinofilm
Krass Klassenfahrt – Der Kinofilm ist eine Filmkomödie aus dem Jahr 2021. Sie ist ein Spielfilm zu der Webserie Krass Klassenfahrt. Produziert wurde der Film von Moonvibe in Kooperation mit Leonine Studios.

## Handlung
Die 12. Klasse eines Berliner Gymnasiums fährt zu einer Abschlussfahrt nach Kroatien. Doch die Reise beginnt nicht so, wie sie es sich alle vorgestellt haben. Ihre Unterkunft ist ein Eco-Hotel, in dem es nach 18 Uhr keinen Strom mehr gibt und nur eine Steckdose pro Zimmer vorhanden ist. Für die Schüler ein absoluter Albtraum und vor allem ist es nicht Instagram-tauglich. Der erhoffte Strandurlaub und die vielen Partys scheinen sich in Luft aufzulösen. Vor allem für McLarry ist das ein großes Problem, denn er ist der einzige in der Klasse, der sein Abitur nicht bestanden hat und sich durch die Klassenfahrt ein wenig Ablenkung erhofft. Als bekannt wird, dass McLarrys Lieblingsrapper Zeno ebenfalls in Kroatien ist, scheint das die perfekte Gelegenheit für die Schüler zu sein, dem Musiker seine eigenen Songs zu zeigen. Also trennen sich McLarry, Bella, Alena, Cornelius und Georg vom Rest der Gruppe und machen sich auf den Weg zu Zenos Villa.

## Produktion
Im Februar 2021 wurde bekannt gegeben, dass Krass Klassenfahrt nach zwei Jahren als Webserie auch als Spielfilm ins Kino kommt.
Die Dreharbeiten zum Film fanden von April bis Mai 2021 in Kroatien statt. Zusammen mit der Ankündigung von Leonine Studios, dass die Dreharbeiten begonnen haben, wurde auch ein Teil der Besetzung bekannt gegeben. Im September 2021 wurde der Trailer für den Kinofilm veröffentlicht.
Am 10. November 2021 fand die Filmpremiere in Berlin statt. Einen Tag später fand die Premiere des Films in den deutschen Kinos statt.